# Alexandra Wiktorowna Antonowa
Alexandra Wiktorowna Antonowa (russisch Алекса́ндра Ви́кторовна Анто́нова, engl. Transkription Aleksandra Antonova; * 24. März 1980 in Moskau, RSFSR, Sowjetunion) ist eine ehemalige russische Leichtathletin, die sich auf den Hürdenlauf spezialisiert hat. Ihren größten Erfolg feierte sie mit dem Vizehalleneuropameistertitel über 60 m Hürden 2007 in Birmingham.

## Sportliche Laufbahn
Erste internationale Erfahrungen sammelte Alexandra Antonowa im Jahr 2006, als sie bei den Europameisterschaften in Göteborg in 12,93 s den sechsten Platz über 100 m Hürden belegte. Anschließend belegte sie beim IAAF World Cup in Athen in 13,12 s ebenfalls den sechsten Platz. Im Jahr darauf gewann sie bei den Halleneuropameisterschaften in Birmingham in 7,94 s die Silbermedaille im 60-Meter-Hürdenlauf hinter der Schwedin Susanna Kallur. Ende August schied sie dann bei den Weltmeisterschaften in Osaka mit 12,95 s in der ersten Runde über 100 m Hürden aus und 2008 gelangte sie bei den Hallenweltmeisterschaften in Valencia mit 8,02 s auf den fünften Platz über 60 m Hürden. Zudem nahm sie im selben Jahr an den Olympischen Sommerspielen in Peking teil und kam dort mit 13,18 s nicht über den Vorlauf hinaus. Im Jahr darauf schied sie bei den Halleneuropameisterschaften in Turin mit 8,15 s im Semifinale über 60 m Hürden aus und 2011 belegte sie bei den Halleneuropameisterschaften in Paris in 8,00 s den sechsten Platz. 2016 beendete sie dann ihre aktive sportliche Karriere im Alter von 36 Jahren.
In den Jahren 2007 und 2008 wurde Antonowa russische Hallenmeisterin im 60-Meter-Hürdenlauf.

## Persönliche Bestleistungen
- 100 m Hürden: 12,78 s (+2,0 m/s), 16. Juli 2006 in Tula
  - 60 m Hürden (Halle): 7,93 s, 24. Februar 2007 in Piräus